# Miguel Trauco
Miguel Ángel Trauco Saavedra (ur. 3 lipca 1992 w Tarapoto) – peruwiański piłkarz występujący na pozycji obrońcy w amerykańskim klubie San Jose Earthquakes oraz w reprezentacji Peru. Wychowanek Unión Comercio. Znalazł się w kadrze na Copa América 2016.